# Propygoplus siwalik
Propygoplus siwalik is een hooiwagen uit de familie Assamiidae.